# لولوة القطامي
لولوة القطامي (1931 -) إحدي مؤسسين الجمعية الثقافية الاجتماعية النسائية وأول رئيس مجلس إدارة لها، كما إنها شاركت في تأسيس جمعية المعلمين الكويتية وتولت منصب أمين السر، وهي واحدة من رواد العمل التطوعي الاجتماعي الإنساني في الكويت، وكانت ضمن الشخصيات التي تم ترشيحها لنيل جائزة نوبل للسلام.

## حياتها الشخصية
ولدت لولوة عبد الوهاب عيسى القطامي في منطقة شرق (الكويت)، وتلقت تعليمها الأولي في الكويت والعراق، وهي أول امرأة من الكويت سافرت إلى المملكة المتحدة للدراسة عام 1952، كما انها وأول امرأة كويتية تدرس اللغات الأجنبية في المرحلة الثانوية عام 1959، حصلت بعدها على الشهادة الجامعية من كلية التربية في جامعة إدنبرة ببريطانيا عام 1960، وبعد التخرج عملت في التدريس وتولت إدارة ثانوية المرقاب للبنات ثم أًصبحت أول رئيس لكلية البنات في جامعة الكويت في عام 1975.

## إستقالتها من الجامعة
أثارت لولوة القطامي جدلا واسعا بين مئات النشطاء في مواقع التواصل الاجتماعي بعد حديث مثير لها انتقدت فيه إرتداء الطالبات في الجامعة في تسعينيات القرن الماضي (للعباءة السوداء والنقاب) ووصفت منظرهن بهذا الزي بالمنظر (الكئيب)، وقالت في لقاء تلفزيوني عن قضية الحجاب واللباس في كلية البنات الجامعية التي كانت تستلم منصب الإدارة فيها آنذاك : إنها تقدمت باستقالتها عام 1993 من جامعة الكويت بسبب انتشار اللباس الأسود وإرتداء الطالبات للعباءة والنقاب لعدم تقبلها هذا المنظر (الكئيب) بحسب وصفها.

## نشاطها في جمعيات النفع العام ومناصبها
- شاركت في تأسيس الجمعية الثقافية النسائية عام 1963 وتولت رئاستها.
- شاركت في تأسيس جمعية المعلمين الكويتية وتولت منصب أول أمين سر فيها.
- تولت منصب الأمين العام للاتحاد النسائي العربي.
- أول معلمة كويتية تدرس الإنجليزية والفرنسية لطالبات المرحلة الثانوية في 1960.
- أول وكيلة مدرسة ثانوية في 1963.
- أول من حرر طالبات المدارس ومدرساتها من العباءة في 1963.
- أول من فتح فصول محو الامية للفترة الصباحية بالكويت.
- رئيسة أول بعثة طالبات تخرج من الكويت لزيارة البلاد العربية.
- أول مديرة لكلية البنات في جامعة الكويت في 1975.
- مؤسسة الجمعية الثقافية الاجتماعية النسائية وعضو مجلس إدارتها في 1963
- الرئيس الفخري الجمعية الثقافية الاجتماعية النسائية ما بين 1967 - 1999.
- كانت ضمن أبرز الذين ساهموا في 1966 في تأسيس جمعية المعلمين الكويتية.
- أمين سر جمعية المعلمين الكويتية من 1966 إلى 1969.
- الأمين العامة للجنة تنسيق العمل النسائي في الخليج العربي والجزيرة العربية سابقاً.
- الأمين المساعدة للشؤون الداخلية في الاتحاد النسائي العربي العام.
- عضو لجنة برنامج «مع الطلبة» التلفزيوني المدرسي في الفترة من 1963 إلى 1966
- عضو مؤتمر المناهج المدرسية في 1972.
- عضو اللجنة العليا لمشروع دور الحضانة النموذجية بجامعة الكويت وهي صاحبة فكرته في 1979.
- عضو اللجنة العليا لمحو الأمية ما بين عامي 1974 و1988
- عضو المجلس الاستشاري للإعلام في الكويت منذ 1983.
- من مؤسسي المجلس العربي للطفولة والتنمية في 1987.
- عضو مجلس أمناء مبرة صباح السالم الصباح.
- عضو فخري في نادي الجمعيات العربيات بالاردن.
- سفير منظمة اليونسكو في العام الدولي لمحو الأمية 1987.
- شاركت في العديد من المؤتمرات والندوات والمحاضرات ذات الصلة بالعمل التطوعي والاعلام والطفولة والمرأة العاملة والحركات النسائية.

## الجوائز والتكريم
- وسام "جوقة الشرف" برتبة ضابط من الجمهورية الفرنسية.[5]
- كرمت من قبل الهيئة التطبيقية على مرور 30 سنة 1990.
- كرمت من قبل جمعية الممرضات الكويتية لمساهمتها في انشائها 2003.

## وصلات خارجية
- الجمعية الثقافية الاجتماعية النسائية